# حنوت سن
حنوت سن أو حنوتسن ، ملكة مصرية قديمة غير حاكمة أو زوجة ملك عاشت خلال عهد الأسرة الرابعة، وهي الزوجة الثانية أو الثالثة للملك خوفو وربما دفنت في الجيزة.

## هويتها

### حياتها
لا يعرف سوى القليل عن حياة حنوت سن. ويعتقد بعض علماء المصريات أنها كانت ابنة الملك سنفرو، ولكن هذا ليس مقبولا بشكل شائع في الوسط العلمي؛ فمن المعروف أن حنوت سن لم تحمل لقب «ابنة الملك» أو «ابنة الملك من جسده»، وكلاهما الألقاب التي من شأنها أن تكشف هويتها بلا لبس كأميرة ملكية. والوثيقة الوحيدة التي تصفها بأنها أميرة هي لوحة الجرد الشهيرة من عهد الأسرة 26 (الفترة الصاوية). وقد تم التعرف على هذه القطعة الأثرية من قبل العلماء كقطعة وهمية وليست معاصرة للملكة وتم تزييفها بواسطة الكهنة الصاويين، وبالتالي يتم التساؤل عن مدى صحة المعلومات حول الوضع الملكي للملكة حنوت سن وتعريفها على اللوحة كأميرة. واللقب الملكي الوحيد الذي ثبت لها حمله هو لقب «زوجة الملك».

### أبنائها
و من المعروف نتيجة الحفريات أن حنوت سن قد أنجبت اثنين على الأقل من الأمراء، خوفو خعف ومين خعف. وفي حال كان خوفوخعف متطابقا مع الملك خعفرع، تكون حنوت سن أيضا أم الملك خعفرع. ودفن جميع أبنائها في الجيزة. وقد تم تدمير مصطبة لخوفوخعف جزئياً خلال فترة الدولة الوسطى في محاولة لتوسيع مكان لبناء معبد للإلهة إيزيس.

## مدفنها
من المحتمل جداً ان تكون حنوت سن دفنت في الهرم G1-c. ويعتقد علماء المصريات أن هذا الهرم لم يكن في الأصل جزءا من مجمع هرم خوفو، لكنه أضيف في وقت لاحق، حيث أن الجانب الجنوبي له لا يتماشى مع جوانب الهرم الأكبر. في الواقع، الجانب الجنوبي للهرم يتوافق مع مقبرة أو مصطبة خوفوخعف القريبة. ويعتقد عالم المصريات رينر ستادلمان أيضا أن الأمير خفوخعف هو نفسه الملك خعفرع وأن هذا الملك أقام G1-c كمقبرة لأمه (التي أصبحت الأم الملكية الآن). وقد كان الهرم G1-c لفترة طويلة يعتقد أنه هرم تابع، لأنه لم يبنَ معه حفرة لقوارب الشمس، كما كان الحال بالنسبة للأهرامات G1-a و G1-b. تم تعريف على G1-c لاحقا على أنه هرم غير مكتمل تم بناؤه في عجلة.